# Паганур
Пагану́р (рос. Паганур, марій. Паганур) — присілок у складі Медведевського району Марій Ел, Росія. Входить до складу Знаменського сільського поселення.

## Населення
Населення — 106 осіб (2010; 128 у 2002).
Національний склад (станом на 2002 рік):
- лучні марійці — 71 %